# Pergalumna californiae
Pergalumna californiae är en kvalsterart som först beskrevs av Arthur P. Jacot 1929.  Pergalumna californiae ingår i släktet Pergalumna och familjen Galumnidae. Inga underarter finns listade i Catalogue of Life.